# Louis Sala-Molins
Pour les articles homonymes, voir Molins.
Louis Sala-Molins, né en 1935 à Santpedor (province de Barcelone), est un philosophe français.
Professeur émérite de philosophie politique, il a enseigné  aux universités de Paris l et Toulouse 2. La plupart de ses publications concernent la philosophie du droit. Les pratiques de l'Inquisition romaine et les législations sur l'esclavage des Noirs dans les colonies françaises sous l'Ancien Régime (notamment le Code noir) sont au centre de ses publications. Ces derniers travaux ont suscité des controverses et des critiques de plusieurs historiens de la traite négrière.
Il est par ailleurs essayiste catalan d'expression française et militant engagé.

## Biographie
Louis Sala-Molins a été l'élève, puis l'assistant de Vladimir Jankélévitch dans les années 1960. Il a écrit sous sa direction une thèse de doctorat consacrée à La Philosophie de l'amour chez Raymond Lulle et soutenue en 1975,.

## Axes de recherche

### Généralités
Sa pensée se caractérise par une critique radicale du pouvoir (qui pourrait le rapprocher de Foucault), et par une méfiance tant vis-à-vis de la philosophie marxiste que de la phénoménologie.

### Les philosophes des Lumières et l'esclavage
Son activité philosophique consiste en une relecture critique des textes fondateurs de la philosophie sous l'angle des « hiérarchies anthropologiques ». Il entend montrer par exemple comment les philosophes des Lumières se sont accommodés de l'esclavage et de la traite des Noirs en faisant l'éloge de la liberté pour les peuples européens. La hiérarchisation de l'humain est globalement justifiée dans leurs écrits à partir de différentes notions scientifiques ou philosophiques (climatologie, droit, théorie des humeurs).
Il relève également qu'à certaines époques, des consciences, isolées ou non, se sont dressées pour dénoncer les « génocides » ou les « crimes contre l'humanité » de leur temps : ainsi Bartolomé de las Casas, Francisco José de Jaca et Épiphane de Moirans).
Cette mise en perspective critique a pour but de montrer que le discours des « Lumières », fondateur et incontournable en ce qui concerne la liberté du citoyen, est solidaire par ses atermoiements et ses tergiversations de la permanence de l'esclavage et de la traite des Noirs, de sa légitimation par la loi et de son acceptation par l'opinion.
Ces analyses de la philosophie du XVIIIe siècle, souvent qualifiées d'« anachroniques » par ses critiques, le rapprochent de certains points de vue des « nouveaux philosophes » (les Lumières comme source des totalitarismes du siècle dernier).

### Interventions publiques à propos de l'esclavage colonial
En février 1994, à l'occasion du bicentenaire de la première abolition de l'esclavage, il publie dans Le Monde un réquisitoire sur le décret du 16 Pluviôse an II-4 février 1794, dont il relève les obstacles à l'application et l'opportunisme politique. L'assemblée selon lui est minoritaire lorsqu'elle vota un décret « qui navre Grégoire » et qui est imposé à Saint-Domingue par l'action de Toussaint-Louverture. De toute façon, dit-il, la déclaration des droits de l'homme et du citoyen de 1789 contenant les mots liberté, égalité, propriété était en elle-même de par la présence du troisième terme, porteuse du principe de l'esclavage.     
En 2002-2003, Louis Sala-Molins collabore avec l'humoriste et militant politique Dieudonné M'bala m'bala à l'écriture du scénario d'un film sur le Code noir, dont il est un des spécialistes les plus connus en tant que philosophe, mais contesté par la plupart des historiens. À la suite de la dérive idéologique de Dieudonné vers l'antisémitisme, le projet avorte rapidement ; en 2006, Louis Sala-Molins explique dans une lettre ouverte avoir rompu tout lien avec lui.
En 2017, il est avec Louis-Georges Tin à l'origine d'une pétition condamnant Colbert (1619-1683) comme le grand responsable du Code noir, « monstre juridique » (le premier texte de ce code est l'édit de mars 1685 sur l'esclavage aux Antilles françaises), et demandant que les lycées et collèges portant son nom soient débaptisés.

## Critiques du point de vue de Louis Sala-Molins

### Yves Benot (1987)
Peu après la parution du livre de Louis Sala-Molins, Le Code noir ou le calvaire de Canaan (1987), Yves Benot en contesta le caractère tranchant, « plus passionné que rationnel » qui, à partir « d'un moralisme armé de son bon droit », ignorerait « la situation concrète, les obstacles socio-économiques », « le processus historique plus ou moins tortueux » ; comme le fait que « l'émancipation des opprimés doit (d'abord) être le fait des opprimés ».

### Réponse de sept historiens à l'article duMondede février 1994
L'article que Louis Sala-Molins publie dans Le Monde en février 1994 a été l'objet d'une réponse signée par sept historiens - dont Yves Benot -, spécialistes des questions coloniales, parue aux Annales historiques de la Révolution française. Ce faute d'avoir pu obtenir la publication d'un droit de réponse au Monde. 
D'après eux, le seul chiffre dont dispose l'historien sur le nombre de députés présents à la Convention nationale ce jour-là est, d'après les Archives parlementaires, le chiffre du soir : 180. Mais nombre de députés se trouvaient alors au club des jacobins, parmi lesquels les trois députés de Saint-Domingue, Dufay, Mills et Belley. Cet argument qui aurait été intéressant pour les colons blancs exaspérés par ce décret n'a jamais été invoqué et nul parmi les abolitionnistes fervents ne s'en est plaint. Les 16 et 17 pluviôse an II, l'abbé Grégoire pousse au vote de l'abolition. En affirmant le contraire, Louis Sala-Molins joue sur la méconnaissance du lecteur non-averti de sa source unique, biaisée et dissimulée : les mémoires de Grégoire écrits longtemps après, en 1808, après le rétablissement de l'esclavage par Napoléon Bonaparte. Grégoire y semble regretter l'abolition graduelle réclamée par la Société des amis des Noirs entre 1789 et 1791, dont il était membre. Ce ne fut pas enfin Toussaint-Louverture mais le commissaire français de la métropole, Sonthonax qui en août 1793 imposa l'abolition à Saint-Domingue. Lequel Sonthonax avait déjà publié en 1790 et 1791 des articles contre l'esclavage dans Les Révolutions de Paris ; ce que ne paraît pas savoir Louis Sala-Molins. Avant de réclamer un débat sérieux sur ces questions. Les sept historiens relèvent que les colons ont toujours tenté d'empêcher la déclaration des droits de l'homme de 1789 d'arriver dans les colonies. Ils demandent également à Louis Sala-Molins et à la rédaction du Monde de préciser s'ils considèrent que la démocratie française ne devrait rien à cette déclaration des droits de l'homme.

### Claude Wanquet (1998) et Jean-Daniel Piquet (2002-2010)
D'autres critiques plus précises, relatives à la crédibilité du message véhiculé sur la complicité du siècle des Lumières et de la Révolution française vis-à-vis de l'esclavagisme, virent le jour à partir de 1998. On lui reprocha d'attribuer à plusieurs personnages des formules dont il n'aurait pas vérifié l'exactitude.
Les historiens Claude Wanquet et Jean-Daniel Piquet ont ainsi reproché à Louis Sala-Molins de rendre compte de façon inexacte des écrits de l'abbé Grégoire d'octobre 1790 (mémoire sur les sang-mêlés) et de juin 1791 (lettre ouverte aux hommes de couleur) ou de les avoir gravement déformés. Par exemple, selon Louis Sala-Molins, Grégoire utiliserait le mot « géniteurs » en parlant du rapport mulâtres/esclaves alors qu'il écrit « frères ». Louis Sala-Molins affirme que Grégoire comparait en 1790 l'abolition immédiate de l'esclavage à une agression à coups de bâtons contre une femme enceinte. Mais cette expression, colportée par des historiens, ne se trouverait dans aucun des deux écrits de Grégoire.
Louis Sala-Molins récuse aussi la sincérité du discours de Danton du 16 pluviôse an II- 4 février 1794 : en disant « L'Anglais voit s'anéantir son commerce », Danton aurait donné une motivation vénale à la première abolition de l'esclavage. Il affirme s'être servi des Archives Parlementaires, tome 84, mais Jean-Daniel Piquet relève que la source réelle de Louis Sala-Molins est en fait un ouvrage américain de William B. Cohen, sans la vérifier lui-même, car la phrase n'y figure pas. Selon Le Moniteur Universel, tout le discours abolitionniste de Danton était axé sur les droits de l'homme dans les colonies françaises, la lutte contre les colons esclavagistes des Antilles françaises, assimilés par lui aux aristocrates émigrés et alliés des puissances coloniales, également esclavagistes, en guerre de la France. La phrase sur l'anéantissement du commerce de l'Angleterre ne se tyrouve pas dans le Moniteur Universel ni dans les Archives Parlementaires. Elle n'a peut-être jamais été prononcée, du fait que parmi la douzaine d'autres journaux révolutionnaires, consultés par Jean-Daniel Piquet, un seul l'avait rapportée : Le Journal des débats et des décrets. L'auteur juge possible son authenticité mais aussi que la quasi-totalité de la presse révolutionnaire l'a estimée « outrancière » ou « hors-sujet » et n'ait pas voulu la rapporter.  Par ailleurs, pour étayer ses théories, Louis Sala-Molins reprend à son compte l'erreur de W.B. Cohen selon laquelle l'abolition française n'a, entre 1794 et 1802, été appliquée dans aucune de ses cinq petites colonies américaines : Martinique, Sainte-Lucie, Tobago, Guadeloupe, Guyane. Elle le fut huit ans en Guadeloupe et en Guyane et un peu plus d'une année à Sainte-Lucie(1795-1796). Ce fut la guerre avec l'Angleterre, grande puissance maritime alliée aux colons esclavagistes français, qui empêcha la France révolutionnaire de l'y imposer ailleurs jusqu'au traité d'Amiens de 1801. En Guyane, où la guerre n'eut jamais lieu, l'abolition fut incontestablement imposée par des révolutionnaires français, imprégnés du discours philosophique des Lumières.     
En ce qui concerne ce siècle des Lumières, Jean-Daniel Piquet note que le texte de Montesquieu devait se comprendre dans le cadre d'une dénonciation des persécutions imposées par l'Europe à tous les peuples de couleur : les paragraphes précédant « De L'esclavage des Noirs » traitaient des massacres des Indiens par les Espagnols au XVIe siècle. Il relève aussi certaines absences : le nègre de Surinam dans Candide, l'article « traite » par le chevalier de Jaucourt dans l'Encyclopédie. Plus généralement, Jean-Daniel Piquet entendit aussi montrer dans la révolution française l'existence et l'évolution d'un mouvement abolitionniste qui allait bien au-delà de Condorcet.

### Reprise du point de vue de Louis Sala-Molins par Jacques Derrida (2001)
Jacques Derrida, s'interrogeant sur le racisme dans sa préface au livre d'Alain David, en 2001, écrit « que les plus glorieux et les plus incontestés des illustres Lumières nous apparaissent sous un jour plus cruel, c'est-à-dire nus à l'ombre de leur tentation esclavagiste. Qu'on lise dans le sillage du Code noir de Louis Sala-Molins, quelques terribles pages sur Voltaire, Rousseau, Condorcet, etc. ».

## Œuvres
- Louis Sala-Molins (préf. Vladimir Jankélévitch), La Philosophie de l'amour chez Raymond Lulle, Paris, Mouton, 1974, 302-[12], 23 cm (ISBN 2-7193-0881-1, BNF 35380934)Édition commerciale d'une thèse de Lettres soutenue à Paris en 1970.
- Louis Sala-Molins, La Loi, de quel droit ?, Paris, Éd. Flammarion, 1977, 165-[1], 22 cm (ISBN 2-08-211503-8, BNF 34591126)
- Louis Sala-Molins (traduction et notes), Le Dictionnaire des inquisiteurs : Valence, 1494 [« Repertorium inquisitorum »], Paris, Éd. Galilée, coll. « Débats », 1980, 455 p., 24 cm (ISBN 2-7186-0200-7, BNF 34676883)
- Louis Sala-Molins, Le Code noir ou le Calvaire de Canaan, Paris, Presses universitaires de France, coll. « Pratiques théoriques », 1987, 292 p., 22 cm (ISBN 2-13-039970-3, BNF 34973432)Cet essai a fait l'objet de rééditions, chez le même éditeur, en collection « Quadrige », en 2002, 2005, 2006 et 2011.
- (ca) Lluís Sala-Molins, De Rege ; De Libertate, Le Kremlin-Bicêtre, Éd. du Mouflon, 1988, 137 p., 20 cm (ISBN 2-9503054-0-7, BNF 34988355)Les titres en catalan — Del Rei ; De la Llibertat — des deux textes contenus dans cet ouvrage rédigé en catalan n'apparaissent pas sur sa page de titre.
- Louis Sala-Molins, Sodome : Exergue à la philosophie du droit, Paris, Albin Michel, coll. « Bibliothèque Albin Michel. Idées », 1991, 206 p., 23 (ISBN 2-226-05624-6, BNF 35480476)
- Louis Sala-Molins, L'Afrique aux Amériques : le Code noir espagnol, Paris, Presses universitaires de France, coll. « Pratiques théoriques », novembre 1992, 184 p., 22 cm (ISBN 2-13-044836-4, BNF 35549701)Inclut, sous le titre « Code noir carolin », une traduction en français du Código negro carolino.
- Louis Sala-Molins, Les Misères des Lumières : Sous la raison, l'outrage, Paris, Robert Laffont, mars 1992, 206 p., 22 cm (ISBN 2-221-06677-4, BNF 35502222)Traduit en anglais, en 2006, sous le titre « Dark Side of the Light : Slavery and the French Enlightenment ». Réédité en français, en 2008, aux éd. Homnisphères, coll. « Savoirs autonomes ».
- Louis Sala-Molins, Le Livre rouge de Yahvé, Paris, la Dispute, 17 février 2004, 247 p., 21 cm (ISBN 2-84303-065-X, BNF 39139426)
- Louis Sala-Molins, Esclavage Réparation. Les lumières des capucins et les lueurs des pharisiens, Paris, Lignes, 22 septembre 2014, 156 p., 13 x 19 cm (ISBN 978-2-35526-132-9)